# أدريان كينيدي
أدريان كينيدي (بالإنجليزية: Adrienne Kennedy)‏ هي منتجة أفلام ومؤلفة وكاتِبة أمريكية، ولدت في 13 سبتمبر 1931 في بيتسبرغ في الولايات المتحدة.

## وصلات خارجية
- أدريان كينيدي على موقع IMDb (الإنجليزية)
- أدريان كينيدي على موقع الموسوعة البريطانية (الإنجليزية)
- أدريان كينيدي على موقع قاعدة بيانات برودواي على الإنترنت (الإنجليزية)